# Demokratik Halk Partisi
Die Demokratik Halk Partisi (deutsch Demokratische Volkspartei; DEHAP) war eine politische Partei der Türkei, die von 1997 bis 2005 bestand und die Politik der HEP, DEP und HADEP fortführte. Sie schloss sich der DTP an.

## Geschichte
Lange Zeit, bevor die HADEP verboten wurde, gründete sich die DEHAP als potentielle Alternative am 24. Oktober 1997. Auf dem 1. Kongress wurde am 11. Januar 1998 Veysi Aydın zum Vorsitzenden gewählt. Er wurde am 9. Mai 1998 durch Mehmet Abbasoğlu abgelöst. Am 13. März 2003 wurde die HADEP verboten und ein Verbotsverfahren gegen die DEHAP eröffnet. Am 26. März 2003 traten 35 Bürgermeister, die der HADEP angehört hatten, der DEHAP bei. Auf dem 2. außerordentlichen Kongress der Partei wurde Tuncer Bakırhan am 8. Juni 2003 zum Vorsitzenden gewählt. Am 29. Januar 2004 gingen DEHAP, SHP, ÖDP, EMEP, die Sosyalist Demokrasi Partisi (Sozialistische Demokratiepartei = SDP) und die Özgür Parti (Freie Partei) ein Wahlbündnis für die regionalen Wahlen unter der Bezeichnung „Einheit der demokratischen Kräfte“ (türkisch Demokratik Güç Birliği) ein. Das Bündnis stellte in 5 Provinzhauptstädten und 33 Kreisstädten den Bürgermeister. Die Demokratische Volkspartei (DEHAP) löste sich auf dem 3. Kongress am 19. November 2005 auf und beschloss, der Partei der Demokratischen Gesellschaft DTP beizutreten. Die Parteizentrale in Balgat (Ankara) wurde der DTP überlassen.

## Programm
Das Programm der DEHAP zielte auf die Demokratisierung des Landes, auf Menschenrechte, Frieden und ein Zusammenleben von Menschen unterschiedlicher Nationalität. Die Partei verstand sich auch als Vertreter der Arbeiterbewegung und trat für eine Generalamnestie aller politischen Gefangenen ein. Zur Beendigung der Repressionen gegen Kurden und andere Minderheiten durch den türkischen Staat forderte die DEHAP neben der Aufhebung des Ausnahmezustands in einigen kurdischen Regionen die Abschaffung des Sprachverbots und des Lehrens der kurdischen Sprache.

## Wahlergebnisse
Nachdem die HADEP bei der Parlamentswahl in der Türkei 1999 landesweit 4,8 % der Stimmen erreicht und damit unter der Sperrklausel von 10 % geblieben war, erreichte die DEHAP bei der Parlamentswahl in der Türkei 2002 immerhin über 6 % der Stimmen, konnte aber ebenfalls keine Abgeordneten in die Große Nationalversammlung der Türkei entsenden. Ohne die Sperrklausel wären es 50 der 550 Abgeordneten gewesen. In 13 der 81 Provinzen hatte die DEHAP die meisten Stimmen erhalten und lag deutlich vor dem Wahlgewinner, der AKP. Nach dem Verbot der HADEP im März 2003 traten 35 Bürgermeister der DEHAP bei. Bei den Kommunalwahlen in der Türkei 2004 gelang es dem Block „Einheit der demokratischen Kräfte“, in dem die SHP als führende Kraft geführt wurde, aber in dem die DEHAP für die meisten Stimmen sorgte, die Wahlen zum Amt des Bürgermeisters in 5 Provinzhauptstädten, 33 Kreisstädten und weiteren 31 Stadtverwaltungen zu gewinnen.

## Verfolgungssituation
Im Zusammenhang mit den Wahlen vom November 2002 wurden der Vorsitzende der DEHAP, Mehmet Abbasoğlu und einige Funktionäre wegen Wahlbetrugs angeklagt. Am 26. Juni 2003 wurden er, Nurettin Sönmez, ehemaliger Generalsekretär der DEHAP, Veysi Aydın, ehemaliger Vorsitzender der DEHAP und Ayhan Demir, ehemaliger Generalsekretär der DEHAP von einem Gericht in Ankara zu 23 Monaten und 11 Tagen Haft nach Artikel 342 des Strafgesetzes verurteilt. Das Urteil wurde im September 2003 bestätigt. Mehmet Abbasoğlu und Nurettin Sönmez kamen im Oktober 2003 in Haft. Sie wurden im August 2004 wieder freigelassen. Zwischen 2005 und 2007 gab es eine ganze Reihe von Verfahren gegen Mitglieder und Funktionäre der DEHAP wegen Verwendung der kurdischen Sprache oder weil sie vom PKK-Chef Abdullah Öcalan mit dem Zusatz „sehr geehrter“ (tr: sayın) gesprochen hatten. Viele Verfahren endeten mit kurzen Haftstrafen.
Das im Jahre 2003 eingeleitete Verfahren zum Verbot der DEHAP wurde im Jahre 2011 eingestellt, nachdem das Verfassungsgericht die Bestimmung des Artikel 108 des Parteiengesetzes, nach dem eine Partei auch dann noch verboten werden kann, wenn sie sich zuvor aufgelöst hat, für verfassungswidrig erklärt hatte.